# 梅爾文 (愛荷華州)
梅爾文（英語：Melvin）是一個位於美國愛荷華州奧西歐拉縣的城市。

## 地理
梅爾文的座標為43°17′12″N 95°36′27″W / 43.28667°N 95.60750°W，而該地的平均海拔高度為482米（即1581英尺）。

## 人口
根據2010年美國人口普查的數據，梅爾文的面積為0.47平方千米，當中陸地面積為0.47平方千米，而水域面積為0.00平方千米。當地共有人口214人，而人口密度為每平方千米455人。